# جامعة بكين للطب الصيني
جامعة بكين للطب الصيني (بالإنجليزية: Beijing University of Chinese Medicine)‏ هي كلية طب، تأسست في 1955، في الصين.